# Cofradía de Cuyutlán
Cofradía de Cuyutlán är en ort i Mexiko.   Den ligger i kommunen Rosamorada och delstaten Nayarit, i den centrala delen av landet, 700 km väster om huvudstaden Mexico City. Cofradía de Cuyutlán ligger 52 meter över havet och antalet invånare är 966.
Terrängen runt Cofradía de Cuyutlán är platt åt sydväst, men åt nordost är den kuperad. Runt Cofradía de Cuyutlán är det glesbefolkat, med 18 invånare per kvadratkilometer. Närmaste större samhälle är Estación Ruiz, 11,8 km söder om Cofradía de Cuyutlán. I omgivningarna runt Cofradía de Cuyutlán växer i huvudsak lövfällande lövskog.